# 사사키역
사사키역(일본어: 佐々木駅)은 일본 니가타현 시바타시에 위치한 동일본 여객철도 하쿠신 선의 철도역이다. 단선 · 섬식의 형태를 합친 2면 3선 구조의 복합 승강장을 갖춘 지상역이다.

## 타는 곳
| 1 · 3 | ■ 하쿠신 선 | 하행 | 시바타 · 무라카미 방면 | 시바타 역으로부터 ■ 우에쓰 본선으로 직통          |
| 1 · 3 | ■ 하쿠신 선 | 상행 | 도요사카 · 니가타 방면 | 일부 열차는 니가타 역으로부터 ■ 에치고선으로 직통 |
| 2     | ■ 하쿠신 선 |      | 예비 승강장            | 통상은 사용하지 않음                              |

## 이용 현황
| 승차 인원 추이 | 승차 인원 추이 |
| 연도           | 1일 평균       |
| -------------- | -------------- |
| 2000           | 765            |
| 2001           | 774            |
| 2002           | 781            |
| 2003           | 774            |
| 2004           | 785            |
| 2005           | 780            |
| 2006           | 744            |
| 2007           | 765            |
| 2008           | 797            |
| 2009           | 796            |
| 2010           | 804            |
| 2011           | 847            |
| 2012           | 853            |
| 2013           | 899            |
| 2014           | 836            |
| 2015           | 860            |

## 역 주변
- 게이와가쿠엔 대학

## 인접 역
| 동일본 여객철도 하쿠신 선 | 동일본 여객철도 하쿠신 선 | 동일본 여객철도 하쿠신 선 |
| ------------------------- | ------------------------- | ------------------------- |
| 구로야마 니가타 방면      | ■ 하쿠신 선               | 니시시바타 시바타 방면    |